# Hekla Sund
Hekla Sund är ett sund i Grönland (Kungariket Danmark). Det ligger i den nordöstra delen av Grönland, 2 000 km nordost om huvudstaden Nuuk.